# Gerhard Schmidt (Sportwissenschaftler)
Gerhard Jürgen Schmidt (* 1942 in Liegnitz, Provinz Niederschlesien) ist ein deutscher Sportwissenschaftler, Hochschullehrer, Verfasser von Lehrbüchern und Basketballtrainer.

## Leben
Seine Schulbildung schloss Schmidt 1961 in Seesen mit dem Abitur ab, bis 1964 studierte er an der Pädagogischen Hochschule in Alfeld, begann 1964 ein Studium zum Diplomsportlehrer an der Deutschen Sporthochschule Köln, war aber ab 1965 zunächst für drei Jahre als Lehrer an der Volkshochschule Vörden tätig, ehe er das Sportstudium wieder aufnahm und 1970 abschloss.
In den Jahren 1970 und 1971 hatte Schmidt eine Stelle als Sportlehrer am Carl-Duisberg-Gymnasium in Leverkusen inne, 1971 wechselte er als Sportlehrer ans Institut für Sportspiele der Deutschen Sporthochschule Köln, 1975 stieg er dort zum Dozenten und 1987 zum Lehrer für besondere Aufgaben auf. Ab 1974 war der lizenzierte Basketballtrainer an der Sporthochschule Fachsprecher im Sportlehrgebiet Basketball, zwischen 1979 und 1982 hatte er den Vorsitz im Forschungsausschuss des Instituts für Sportspiele inne. 1987 schloss Schmidt an der Sporthochschule seine Doktorarbeit (Titel: „Wahrnehmungs- und Reaktionsleistungen von Sportspielern. Eine handlungspsychologisch orientierte experimentelle Untersuchung“) ab. Neben seinen Aufgaben im Hochschulbetrieb gehörte er beim Deutschen Basketball Bund sowie beim Westdeutschen Basketball-Verband den jeweiligen Lehr- und Prüfungsausschüssen an. Als Co-Trainer war Schmidt in den Jahren 1971 und 1972 bei TuS 04 Leverkusen am Gewinn der deutschen Basketballmeisterschaft beteiligt, den weiblichen Nachwuchs des Leverkusener Vereins führte er als verantwortlicher Trainer 1975 zum Gewinn der deutschen A-Jugendmeisterschaft. Er trainierte darüber hinaus die Damen des TuS 04 Leverkusen als Cheftrainer, die unter seiner Leitung 1975 deutscher Vizemeister wurden und das Pokalendspiel erreichten sowie 1976 deutscher Pokalsieger wurden. Später betreute er die Bundesliga-Damen des BSC Saturn Köln, die 1986 mit Schmidt als Trainer deutscher Vizepokalsieger wurden. Des Weiteren führte er mehrere Mannschaften zum Gewinn der deutschen Hochschulmeisterschaft.
In seiner wissenschaftlichen Arbeit beschäftigte er sich ebenfalls mit der Sportart Basketball, leitete an der Sporthochschule unter anderem die Forschungsprojekte „Ausgewählte Analysen zu technischen und taktischen Aspekten im Spitzenbasketball“ (1992 bis 1994), „Analysen zur Verteidigungs- und Angriffstaktik im europäischen Spitzenbasketball“ (1994 bis 1996), „Talentsuche und Talentförderung im Basketball durch die Bahn-Basketball-Akademie“, „Quantitative Datenerfassung im deutschen Hochleistungsbasketball - Möglichkeiten und Grenzen“ (2001 bis 2004) und „Zur Foulproblematik und Ursache von Eskalationen im Basketball“ (2003/04). Er befasste sich eingehend mit der Sportspielbeobachtung sowie technischen und taktischen Aspekten des Basketballsports. 1974 brachte Schmidt gemeinsam mit Günter Hagedorn sowie Hans-Dieter Niedlich in erster Auflage das Basketball-Handbuch heraus, welches als Grundlage des später von den drei Sportwissenschaftlern veröffentlichten offiziellen Lehrbuchs des Deutschen Basketball Bund selben Namens galt.